# ダリオの戴冠 (ヴィヴァルディ)

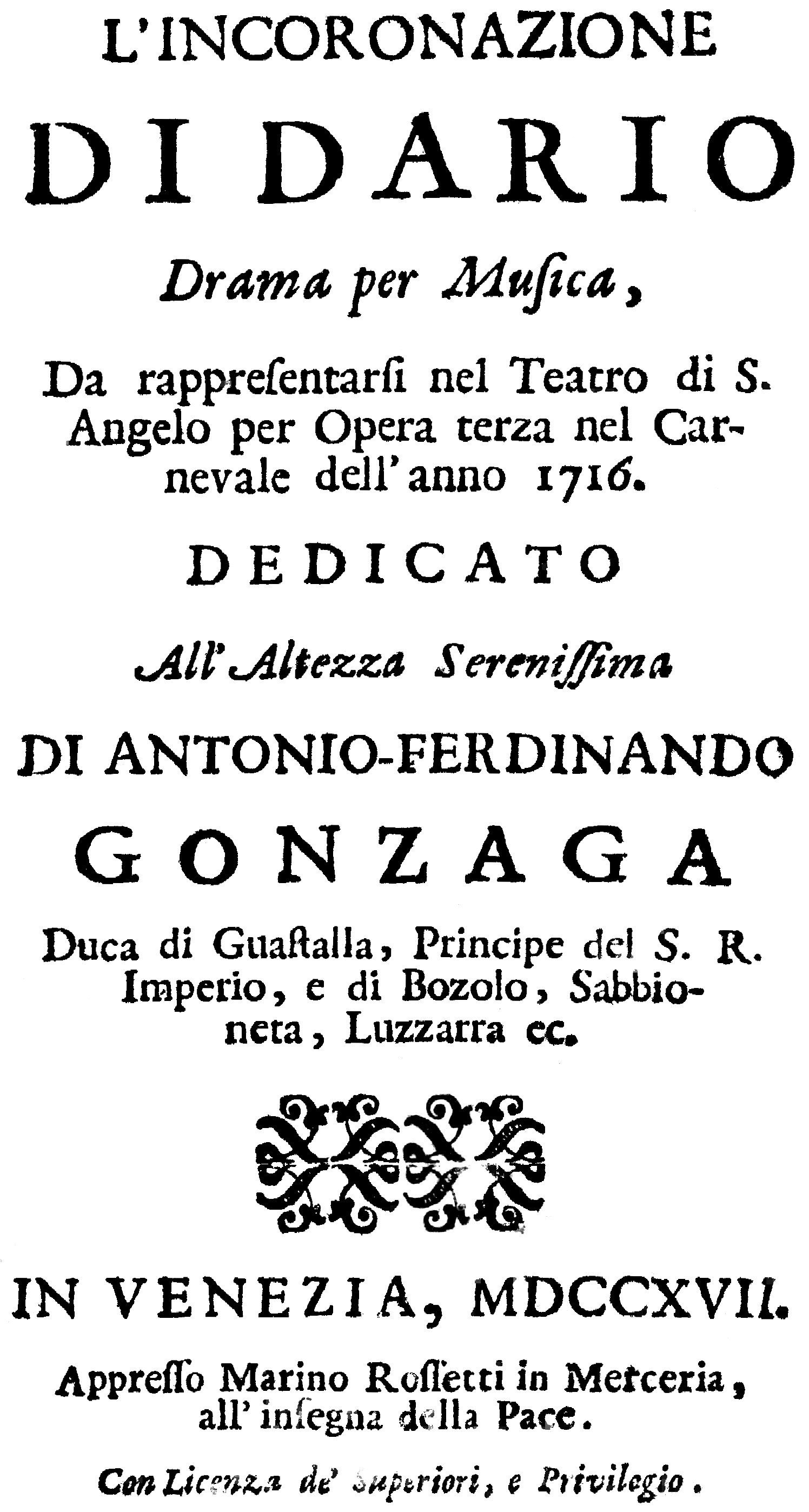
オペラ『ダリオの戴冠』の台本の表紙

『ダリオの戴冠』または『ダリオスの戴冠』（L'incoronazione di Dario）RV 719は、アントニオ・ヴィヴァルディが作曲したオペラ。イタリア語で書かれている。初演は1717年1月23日、ヴェネツィア、サンタンジェロ劇場。

## あらすじ
亡くなったペルシャ王チーロには2人の娘、姉のスタティーラと妹のアルジェーネがいた。王位を継ごうと名乗り出た3人、ダリオ、アルパーゴ、オロンテは、スタティーラに求婚している。実は妹のアルジェーネはダリオを愛しており、彼を得るため姉を妨害しようと思いつく。求婚者の一人オロンテにはメディアの王女アリンダという恋人がいるのだが、ペルシャ王になるため彼女を棄ててしまっていた。神託の結果、スタティーラは3人と婚約することになり、混乱に拍車がかかるが、彼女はダリオだけを愛していると打ち明ける。アルジェーネはダリオを騙して怒りを煽り、さらにスタティーラを愛するニチェーノを利用して、スタティーラを城壁外に連れ出させてしまう。そうしてアルジェーネはダリオに愛を打ち明けるが、様子がおかしいと見抜いたダリオはスタティーラを探しに出て行ってしまう。女王に収まろうとするアルジェーネだったが、スタティーラを連れて戻ったダリオが策略を暴く。アルパーゴとオロンテはダリオに忠誠を近い、オロンテはアリンダと結ばれる。ダリオはスタティーラと結ばれ、ペルシャ王となる。

## 登場人物
- スタティーラ - チーロ王の長女（コントラルト）
- アルジェーネ - スタティーラの妹（コントラルト）
- フローラ - 女官（コントラルト）
- アリンダ - メディア国の王女（ソプラノ）
- ダリオ - ペルシアの将来の王（テナー）
- アルパーゴ - ダリオのライバル（ソプラノ）
- オロンテ - ダリオのライバル（ソプラノカストラート）
- ニチェーノ - スタティーラとアルジェーネの教師（バリトン）